# Maksud Karimov
Maksud Karimov (tiếng Uzbek: Maqsud Karimov or Мақсуд Каримов; sinh ngày 2 tháng 3 năm 1985) là một cầu thủ bóng đá người Uzbekistan. Hiện tại anh thi đấu ở vị trí hậu vệ cho Nasaf Qarshi.

## Sự nghiệp
Kể từ năm 2010 anh thi đấu cho Nasaf Qarshi. Karimov là một trong những cầu thủ dẫn đầu của câu lạc bộ. Năm 2011, anh giành Cúp AFC cùng với Nasaf.

## Quốc tế
Anh thi đấu 3 trận cho Uzbekistan, bắt đầu với trận giao hữu năm 2010 trước Armenia.

## Danh hiệu
- Á quân Giải bóng đá vô địch quốc gia Uzbekistan (1): 2011
- Á quân Cúp bóng đá Uzbekistan (2): 2011, 2012
- Cúp AFC Vô địch (1): 2011

## Thống kê sự nghiệp

### Câu lạc bộ
Số liệu chính xác tính đến ngày 14 March  2013
| Câu lạc bộ          | Mùa giải            | Giải vô địch | Giải vô địch | Cúp     | Cúp       | AFC     | AFC       | Tổng    | Tổng      |
| Câu lạc bộ          | Mùa giải            | Số trận      | Bàn thắng    | Số trận | Bàn thắng | Số trận | Bàn thắng | Số trận | Bàn thắng |
| ------------------- | ------------------- | ------------ | ------------ | ------- | --------- | ------- | --------- | ------- | --------- |
| Nasaf Qarshi        | 2010                | 23           | 0            | 0       | 0         | 4       | 1         | 27      | 1         |
| Nasaf Qarshi        | 2011                | 21           | 1            | 6       | 0         | 12      | 1         | 39      | 2         |
| Nasaf Qarshi        | 2012                | 22           | 0            | 6       | 1         | 4       | 2         | 32      | 3         |
| Nasaf Qarshi        | 2013                | 2            | 0            | 0       | 0         | 0       | 0         | 2       | 0         |
| Tổng cộng sự nghiệp | Tổng cộng sự nghiệp | 68           | 1            | 12      | 3         | 20      | 4         | 100     | 6         |